# Eduard Nápravník
Eduard Frantsovitsj Nápravník (Russisch: Эдуард Францевич Направник; Býšt' bij Hradec Králové (Bohemen), 24 augustus 1839 – Sint-Petersburg, 23 november 1916) was een Tsjechische dirigent en componist.

## Biografie
Nápravník werd in 1839 geboren in Býšť in Bohemen. Aangezien zijn vader als onderwijzer weinig verdiende, was hij niet continu in staat om muziekonderwijs te genieten. Op zijn veertiende, in 1853, werd hij een wees en moest hij in zijn onderhoud voorzien met het bespelen van het orgel in de plaatselijke kerk. Vanaf 1854 volgde hij de Praagse orgelschool. Hij kon zich dankzij de inzet van zijn leraar verder in de muziek bekwamen en werd assistent-docent. Een uitnodiging van de Russische prins Joesoepov zorgde ervoor dat hij in 1861 naar Sint-Petersburg trok om diens privé-orkest te dirigeren.
Nápravník werd vervolgens organist en assistent-dirigent van het keizerlijk Mariinskitheater in 1863, tweede dirigent zes jaar later en uiteindelijk chef-dirigent in 1896, als opvolger van Anatoli Ljadov. Deze positie zou hij bezetten tot zijn dood. Hij verzorgde de premières van een groot aantal opera's, waaronder Moessorgski's Boris Godoenov (1874) en vele opera's van Tsjaikovski, César Cui en Nikolai Rimsky-Korsakov. Nápravnik was eveneens verantwoordelijk voor vele concerten bij de Petersburgse Muzikale Sociëteit. Na een vruchtbare carrière in de Russische operawereld moest hij in 1914 om gezondheidsredenen zijn werkzaamheden staken.
In november 1875 was Nápravnik verantwoordelijk voor de première van Tsjaikovski's Eerste Pianoconcert, met Gustav Kross als solist. Kross' uitvoering werd door de componist omschreven als een 'gruwelijke kakofonie'. Hij is eveneens de dirigent geweest van de tweede, zeer overtuigende uitvoering van Tsjaikovski's Zesde Symfonie op 18 november 1893, twaalf dagen na de dood van de componist. De première, geleid door Tsjaikovski zelf, was niet goed ontvangen – deels vanwege de reactie van een publiek en orkest dat niet wist om te gaan met zoveel vernieuwingen, en deels vanwege Tsjaikovski's dirigentschap. Dankzij Nápravniks leiding, en na het overlijden van Tsjaikovski, werd de symfonie geprezen als een meesterwerk met een overtuigende emotionele boodschap. De uitvoering bevatte een aantal kleine wijzigingen die door de componist waren aangebracht, en was derhalve de eerste uitvoering in de versie die we nu nog kennen.

## Werken voor piano en orkest
Nápravník schreef twee werken voor piano en orkest. Zijn Pianoconcert in A mineur uit 1877 begint met een duidelijke verwijzing naar het ‘Dies irae’ uit Verdi’s Requiem, dat hij vlak voor hij begon aan het pianoconcert uitgevoerd had in Sint-Petersburg, en is een werk met een enorme energie en lyriek met het tempo van een trage nocturne en een dansachtige finale. Het Concerto Symphonique in A mineur Op. 27, zoals het voluit heet, werd in 1877 gecomponeerd op voorstel van de Poolse pianist en pianopedagoog Theodor Leschetitsky, leraar van o.a. Ignacy Jan Paderewski en de legendarische pianiste Annette Essipoff die op 17 december 1877 de eerste uitvoering van het werk gaf in de Symphonic Assembly van de Russian Musical Society. Het concert is opgedragen aan Essipoff.
Nápravníks Fantaisie Russe in B mineur Op. 39 werd gecomponeerd in 1881 en gepubliceerd in 1886. Het was opgedragen aan een van Liszts favoriete leerlingen, de Russische pianiste Vera Timanova, die het voor het eerst met groot succes uitvoerde in februari 1881 en het vervolgens vaak speelde. Verschillende pianisten waaronder Tsjaikovski, die het werk erg waardeerde, voerden het uit. De twee werken voor piano en orkest zijn pas voor het eerst opgenomen in 2005 door het label Hyperion met Evgeny Soifertis als solist.

## Belang
Alhoewel Naprávník een van de belangrijkste figuren is geweest van de Russische muziek van de 19e eeuw wordt van zijn werk tegenwoordig praktisch niets meer uitgevoerd. In de meeste lexicons staat zijn naam niet vermeld. Als dirigent echter van het Mariinski Theater - een van de meest invloedrijke operahuizen in Europa- werkte hij samen met veel belangrijke componisten van die tijd, waaronder Tsjaikovski (zie boven) en ‘De Vijf’ oftewel Het Machtige Hoopje. Tsjaikovski heeft zijn opera De maagd van Orleans uit 1879 opgedragen aan Naprávník.
Eduard Nápravniki overleed in Petrograd in 1916. Zijn familie vluchtte in 1917 naar het buitenland en vestigde zich uiteindelijk in België.

## Werken
Eduard Nápravník heeft een viertal opera's gecomponeerd, te weten:
- Nizhegorodtzy (1867)
- Harold (1884)
- Dubrovsky (1895)
- Francesca da Rimini (1902)

Verder schreef hij vier symfonieën, enkele symfonische gedichten, ouvertures, een pianoconcert en een Fantaisie russe voor piano. Hij componeerde in totaal meer dan 80 werken.